# Glenn Tilbrook
Glenn Tilbrook (* 31. srpna 1957) je britský zpěvák a kytarista. V roce 1974 spolu se zpěvákem a kytaristou Chrisem Diffordem, klávesistou Joolsem Hollandem a bubeníkem Paulem Gunnem založil skupinu Squeeze. Se skupinou vystupoval až do roku 1982, kdy se rozpadla. Následně spolu s Diffordem založil projekt Difford & Tilbrook a od roku 1985 opět hrál s obnovenými Squeeze, se kterou hrál až do jejího rozpadu v roce 1999; od roku 2007 je opět jejím členem. Své první sólové album nazvané The Incomplete Glenn Tilbrook vydal v roce 2001 a druhé Transatlantic Ping Pong pak v roce 2004.